# کلود ویتیندیل
کلود ویتیندیل (انگلیسی: Claude Whittindale; ۱ ژانویهٔ ۱۸۸۱ – ۱۰ فوریهٔ ۱۹۰۷) بازیکن راگبی ۱۵ نفره اهل بریتانیا بود.